# Demetrios Vikelas

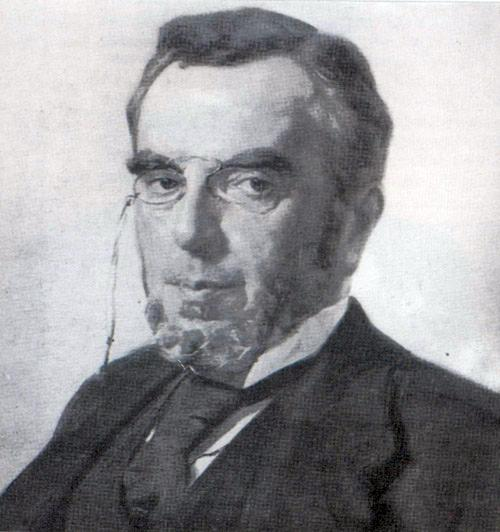
Demetrios Vikelas

Demetrios Vikelas (Δημήτριος Βικέλας), även Bikelas (på engelska känd som Demetrius Vikelas), född 15 februari 1835 i Ermoupolis på ön Syros, död 20 juli 1908 i Aten, var en grekisk företagare, författare och Internationella Olympiska Kommitténs (IOK:s) förste ordförande. 
Bikelas översatte Shakespeare, Goethe och H. C. Andersen till grekiska och idkade ett skönlitterärt, historiskt och politiskt författarskap. Mest känd blev hans berättelse Lukis Laras, som översattes till ett flertal språk, en svensk översättning kom 1883.
Ofta sjuklig som ung, hade Vikelas ingen direkt idrottsbakgrund när han 1894 kom till Paris som grekisk representant vid grundandet av IOK. Han lyckades dock övertyga övriga närvarande att moderna olympiska spel skulle återupptas i Aten, i form av Olympiska sommarspelen 1896, för att anknyta dem till antikens olympiska spel. De ursprungliga planerna var att de första moderna olympiska spelen skulle hållas i Paris. 
I och med de regler för IOK som ursprungligen föreslagits av Pierre de Coubertin, den olympiska rörelsens fader och IOK:s andre ordförande, innebar att ordföranden skulle tas från det kommande arrangörslandet, blev Demetrius Vikelas IOK:s förste ordförande. Efter att de första olympiska sommarspelen hållits 1896 avgick Demetrios Vikelas och ägnade sig senare åt utbildningsfrågor i Grekland.